# Pestovskij rajon
Il Pestovskij rajon (in russo Пестовский район?) è un rajon dell'Oblast' di Novgorod, nella Russia europea; il capoluogo è Pestovo. Istituito nel 1927, ricopre una superficie di 2.110,44 chilometri quadrati ed ospita una popolazione di circa 22.000 abitanti.